# Етьєн Константин Герлах
Етьєн Константин де Герлах (фр. Étienne Constantin de Gerlache; 25 грудня 1785 — 10 лютого 1871) — бельгійський державний діяч і письменник, юрист, барон.
За часів об'єднання Бельгії з Голландією (1815⁣ — ⁣1830) перебував в опозиції. Після революції 1830 року Герлах був головою комісії з підготовки проекту конституції та головою конгресу; очолював депутатську групу, яка вручила принцу Леопольду бельгійську корону.
Призначений 1832 року головою касаційного суду, Герлах залишив політичну діяльність, проте повернувся 1839 року, коли з успіхом захищав на Лондонській конференції інтереси Бельгії в територіальній суперечці з Голландією. В церковних питаннях Герлах був палким прибічником ультрамонтанських поглядів.
З творів Герлаха найвідоміші: «Souvenirs historiques du pays et de la principauté de Liège» (1825; 2-е видання 1842); «Révolution de Liège sous Louis de Bourbon» (1831); «Essais sur les grandes époques de notre histoire nationale» (4 видання 1880); «Histoire de Liège» (3 видання 1875); «Etudes sur Salluste» (4 видання 1880); «Histoire du royaume des Pays-Bas 1814–1830» (4 видання 1875). Його «Oeuvres complètes» з'явились 1875 року.